# Manica (província)
A província de Manica está localizada na região centro de Moçambique. A sua capital é a cidade de Chimoio, a cerca de 1100 km a norte de Maputo, a capital nacional, e a cerca de 200 km a oeste da costeira cidade da Beira. Com uma área de 61 661  km² e uma população de 1 911 237 habitantes em 2017, esta província está dividida em 12 distritos e possui, desde 2022, seis municípios.
É na província de Manica que se encontra ponto mais alto de Moçambique: o Monte Binga, com um altitude a rondar os 2436 m.

## Localização
Situada no interior da zona central de Moçambique, Manica tem limite a norte com a província de Tete, a leste com a província de Sofala e a sul com as províncias de Inhambane e Gaza. A oeste, Manica faz fronteira com o Zimbabué.

## Demografia

### População
De acordo com os resultados preliminares do Censo de 2017, a província de Manica tem 1 911 237 habitantes em uma área de 61 661km², e, portanto, uma densidade populacional de 31 habitantes por km². Quando ao género, 52.1% da população era do sexo feminino e 47,9% do sexo masculino.
O valor de 2017 representa um aumento de 472 851 habitantes ou 32,9% em relação aos 1 438 386 residentes registados no censo de 2007.
| 1980    | 1997    | 2007      | 2017      |
| 587 345 | 974 208 | 1 438 386 | 1 911 237 |

## História
O território da actual província era parte integrante da concessão da Companhia de Moçambique, estabelecida em 1891. Com a reversão do território para a administração colonial directa portuguesa em 1942 foi constituído o "Distrito da Beira", que passou a ser denominado "Distrito de Manica e Sofala" em 1947. Em 5 de Agosto de 1970 este distrito foi dividido em "Distrito de Vila Pery" (antigo nome da cidade de Chimoio) e "Distrito de Sofala". Durante o período do Governo de Transição (de 7 de Setembro de 1974 a 25 de Junho de 1975) o Distrito de Vila Pery passou a "Província de Vila Pery" e mais tarde à sua designação actual. Pelo Decreto-Lei nº 61/75 de 3 de Junho, os distritos de Tambara e Guro foram transferidos da província de Sofala para esta província.

## Governo

### Administradores provinciais
Até 2020 a província era dirigida por um governador provincial nomeado pelo Presidente da República. No seguimento da revisão constitucional de 2018 e da nova legislação sobre descentralização de 2018 e 2019, o governador provincial passou a ser eleito pelo voto popular, e o governo central passou a ser representado pelo Secretário de Estado na província, que é nomeado e empossado pelo Presidente da República.

#### Governadores nomeados
- (1977-1986) Manuel José António[7]
- (1986-1990) Rafael Benedito Maguni[8]
- (1990-1997) Artur Canana[9]
- (1997-2000) Felicio Pedro Zacarias[10]
- (2000-2005) Soares Nhaca[11]
- (2005-2007) Raimundo Diomba[12]
- (2007-2010) Maurício Vieira[13]
- (2010-2015) Ana Comoana[14]
- (2015-2018) Alberto Ricardo Mondlane[15]
- (2018-2020) Manuel Rodrigues Alberto[16][17]

#### Governadores eleitos
- (2020-) Francisca Domingos Tomás[18] Eleita pelo Partido Frelimo

#### Secretários de estado
- (2020-2023) Edson da Graça Francisco Macuácua[19]
- (2023) Stefan Dick Kassotche Mphiri[20]
- (2023-2025) Fernando de Sousa[21]
- (2025-) Lourenço Mateus Lindonde[22]

## Subsdivisões da província

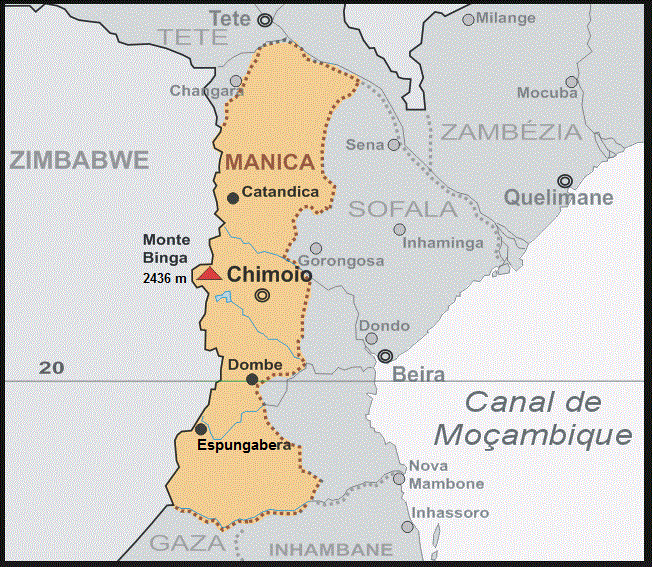
Mapa da província de Manica

### Distritos
A província de Manica está dividida em 12 distritos, os 9 já existentes quando foi realizado o censo de 2007, mais o distrito do Chimoio, estabelecido em 2013 para administrar as competências do governo central, e que coincide territorialmente com o município do mesmo nome, e os novos distritos de Macate e Vanduzi:
- Bárue
- Chimoio
- Gondola
- Guro
- Macate
- Machaze
- Macossa
- Manica
- Mossurize
- Sussundenga
- Tambara
- Vanduzi

### Municípios
Esta província possui 5 municípios:
- Catandica (vila)
- Chimoio (cidade)
- Gondola (vila)
- Guro (vila)
- Manica (cidade)
- Sussundenga (vila)

De notar que a vila de Gondola se tornou município em 2008, a de Sussundenga em 2013 e a de Guro em 2022.